# Црква Светог Николе у Љубижди
Црква Светог Николе је демолирана и спаљена црква у Љубижди, насељеном месту на територији општине Призрен, на Косову и Метохији. Припадала је Епархији рашко-призренске Српске православне цркве.

## Историјат цркве
Црква скромних димензија у селу Љубижда саграђена у 14. веку, а обновљена 1867. године. Подигнута је као једнобродна грађевина без куполе, засведена полуобличастим сводом. На западној страни проширена је малим отвореним тремом, у виду егзонартекса, са широким луком над улазом. Зидана звонара квадратне основе одвојена је од храма. Цркву је живописао зограф Василије Крстић из села Галичника, потомак чувене зографске породице Ђиноски из дебарске нахије.
Сликарство је било изражене техничке рутине, дефинисаног уметничког програма и осећаја за декоративност, указивало је на могућност да је као предложак за сликање послужио један од многобројних преписа светогорске Ерминије, коју су почетком 19. века редовно користиле угледне македонске зографске породице.
У њу су пренете иконе из суседних порушених цркава међу којима и двојна икона Благовести и сусрета Јоакима и Ане из 14. века. Двери цркве су из 16. века. У цркви се чувало неколико клепала, литијумска икона Богородице са везеним ланеним платном дугим 7 до 8 м, дрвени путир, црквене књиге, престоне иконе, икона-триптихон, осмострана певница инкрустрирана седефом и коштаним плочама, бакарна крстионица, филигрански крст са натписом из 19. века.
Цркву је дуго година до 1999. године одржаваo и чувао Kрста Мишковић.

## Разарање цркве 1999. године
Опљачкана, демолирана, унутра паљена од стране албанских екстремиста, након доласка немачких снага КФОР-а. Парохијски дом је опљачкан и спаљен.